# Fontaine de la Petite-Halle
Fontaine de la Petite-Halle, även benämnd Fontaine de Montreuil, är en fontän vid Rue du Faubourg-Saint-Antoine i Paris elfte arrondissement. Fontänen, som ritades av arkitekten Jean Beausire och invigdes år 1719, har bland annat en lejonmaskaron, ur vilken vattnet porlar.
Fontaine de la Petite-Halle är sedan år 1962 ett monument historique.

## Omgivningar
- Sainte-Marguerite de Paris
- Notre-Dame-du-Perpétuel-Secours
- Square de la Folie-Régnault
- Rue du Faubourg-Saint-Antoine
- Place de la Bastille
- Square de la Roquette
- Cour Debille
- Passage Thiéré
- Passage Saint-Sabin
- Impasse Druinot

## Bilder
| - Fontaine de la Petite-Halle. - Lejonmaskaronen. |

## Kommunikationer
- Tunnelbana – linje  – Faidherbe–Chaligny
- Busshållplats Hôpital Saint-Antoine – Paris bussnät, linje 86